# Bernard Ullman
Bernard Ullman (* 1817 in Pest, Kaisertum Österreich; † 1885 in Paris) war ein aus Ungarn stammender Musikimpresario, der vorwiegend in den USA wirkte.

## Leben
Der aus Ungarn stammende Journalist und Musikimpresario Ullman kam 1846 in die USA, wo er dem Publikum den Pariser Pianisten Henri Herz präsentierte. Er managte Konzertreisen des italienischen Geigers Camillo Sivori (1847–48), der Sängerin Henriette Sontag (1853–54), des Pianisten Sigismund Thalberg (1856–58) und des Geigers Henri Vieuxtemps (1857–58). 1858 veranstaltete er Konzerte mit dem französischen Dirigenten Alfred Musard und seinem mit 120 Musikern besetzten Monster Orchestra.
Ab 1856 leitete er eine eigene Opernkompanie, die jedoch bald mit der Kompanie Maurice Strakoschs zur The Ullman-Strakosch Opera Companie fusionierte und mit der New York Academy of Music zusammenarbeitete. Er engagierte Musiker wie die italienische Sopranistin Erminia Frezzolini, den Tenor Domenico Labocetta und den Bariton Edouard Gassier. Die Company organisierte  Konzertreisen des Dirigenten Karl Anschütz der Sopranistin Marietta Piccolomini und des Bassisten Karl Formes.
Nach seiner Trennung von Strakosch in Philadelphia versuchte Ullman erfolglos, ein eigenes Opernunternehmen in New York zu etablieren und kehrte schließlich 1861 nach Europa zurück, wo er u. a. als Manager von Carlotta Patti wirkte.